# Estados neo-hititas
Estados neo-hititas ou sírio-hititas, também conhecidos como estados neo-luvitas ou neo-lúvios, é o nome que é atribuído a uma série de estados (reinos, principados e cidades-estado) que existiram no sudeste da Anatólia e norte da atual Síria entre a queda do Império Hitita, no início do século XII a.C., e a conquista dessas regiões por parte do Império Neoassírio, do século IX a.C. a finais do século VIII a.C. e na primeira metade do século VII a.C., quando os últimos estados neo-hititas foram extintos, conquistados por esse império.

mapa dos estados neo-hititas

A sua existência durou, portanto, entre o final do 2.º milénio a.C. e a primeira metade do 1.º milénio a.C., aproximadamente entre cerca de 1 200–1 180 a.C. e 700–650 a.C. Este período corresponde ao da Idade do Ferro, mais exatamente à transição da Idade do Bronze para a Idade do Ferro (Idade do Ferro inicial), e aos últimos séculos da Antiguidade pré-clássica ou Antiguidade Oriental.

## Características gerais
Os estados neo-hititas correspondem ao período que se seguiu à fragmentação e à queda do antigo Império Hitita, no final do 2.º milénio a.C., pois houve a divisão do território do antigo império em entidades políticas mais pequenas e regionais. Essas entidades políticas eram diversas e podiam ser reinos, principados ou cidades-estado.
Os séculos XIII e XII a.C. foram turbulentos no Médio Oriente antigo, com as invasões dos denominados Povos do Mar e o desaparecimento de muitas entidades políticas dessa época (o Egito foi uma notável exceção), mas, após o caos inicial, a situação estabilizou e houve recuperação. Essa época histórica correspondeu à transição entre a Idade do Bronze e a Idade do Ferro nas regiões do Mediterrâneo Oriental. Alguns autores denominam essa época de transição Colapso da Idade do Bronze.
A nível demográfico e cultural houve uma maior ruralização das populações e uma diminuição da população urbana durante alguns séculos. Apesar disso, esses estados mantiveram um nível cultural e tecnológico elevado para a época pois tinham agricultura, pesca e navegação marítima, manufatura, mineração, metalurgia, vida urbana e linguagem escrita mais desenvolvidas do que a de muitas outras regiões do mundo dessa época. As regiões rurais também tinham uma produção agrícola elevada para a época, caso da planície da Cilícia e do planalto de Melitene.

## Características específicas

### Cultura
A cultura dos estados neo-hititas era desenvolvida e caracterizava-se pela continuidade com muitos aspetos vindos da época anterior, ou seja, à do Império Hitita, embora já não fosse a cultura de uma entidade política unificada. Isso levou a que, apesar desse desenvolvimento, não tivesse a influência significativa, que poderia ter sido mais acentuada, no mundo antigo. Diversas características culturais desses estados são conhecidas devido ao facto de conhecerem e utilizarem a linguagem escrita. Havia produção literária e chegaram até à atualidade (recuperadas em escavações arqueológicas) diversas histórias sobre vários assuntos. A religião desempenhava um papel importante na cultura e era uma parte integrante desta.
Muitos elementos culturais oriundos do final do 2.º milénio a.C. e da primeira metade do 1.º milénio a.C., desses estados neo-hititas, continuaram até à Antiguidade Clássica e ainda durante o Império Romano havia elementos das culturas regionais do sul da península da Anatólia que eram de origem nativa..

#### Religião
A religião dos povos dos estados neo-hititas caracterizava-se por ser politeísta, tal como a da grande maioria dos povos dessa época, em que a adoração aos deuses Tarhunt e Tessube (respetivamente, deuses das chuvas e da tempestade) e à deusa Kubaba (Cibele, deusa da fertilidade), tinha um papel de destaque. Havia diversos santuários, peregrinações efetuadas a estes, e mesmo cidades consideradas sagradas, tal como era o caso de Taruntassa, na região do mesmo nome, na Cilícia montanhosa, de Kummani (possivelmente a cidade conhecida como Comana da Capadócia [en], na Cataónia e de Samuha,  na Terra do Império Hitita (a Sebaste da época romana e a atual Sivas), no curso superior do rio Marassântia, depois denominado rio Hális, atual Quizil-Irmaque.

### Política
A nível político, os estados neo-hititas eram governados por monarquias ou por oligarquias, quer fossem reinos ou cidades-estados. São conhecidos diversos reis desses estados e os anos em que governaram. A organização política era complexa com muitos territórios que tinham os seus próprios governantes mas que se integravam em outros territórios maiores sob a forma de reino; assim, um mesmo estado podia ter um rei que era reconhecido como soberano por outros reis ou príncipes de territórios mais pequenos, tal como era o caso de cidades-estado; no entanto, em outras épocas esses governantes podiam ser independentes.
Embora tivesse havido tentativas de unificar novamente esses estados e de reconstruir um império com base na Anatólia do sudeste, por parte de alguns governantes desses Estados, nunca houve uma unificação política durável dessa região até às conquistas do Império Assírio, do Império Medo e do Império Aqueménida, dos séculos VIII a VI a.C., mas essa unificação correspondeu a uma conquista externa e não de uma entidade política com base na Anatólia do sudeste.
A relativa pequenez destes novos estados, em comparação com outros, levou a que, depois de alguns séculos, fossem conquistados por outras entidades políticas maiores e perdessem a sua independência, tal como foi o caso das conquistas assírias. Depois dos séculos VIII e VII d.C., com a perda da independência, houve um declínio relativo da sua cultura própria e deixam de ser mencionados enquanto entidades distintas.

### Área militar
A nível militar houve épocas em que houve guerras entre esses vários estados e também guerras de alianças desses estados com outros inimigos, nomeadamente com o Império Assírio, o Reino de Urartu (Biainili, na sua língua nativa) e, mais tarde, com os frígios e os arménios. Como eram estados mais pequenos, muitas vezes tinham de formar alianças quando surgiam outros estados maiores com objetivos de conquistá-los. Os soldados e oficiais eram recrutados por região e por povoado, havendo indícios da existência de exércitos permanentes, pelo menos em alguns estados. O conhecimento da metalurgia do ferro e a sua aplicação militar (no fabrico de armas) foi muito importante para esses estados.

### Tecnologia
A nível tecnológico, os estados neo-hititas, tal como o anterior Império Hitita, tiveram um papel importante no surgimento e no desenvolvimento da metalurgia do ferro, favorecidos pela existência de importantes jazidas de ferro na Anatólia. Este metal passou a ser utilizado em utensílios aplicados na agricultura, na manufatura, no comércio e na guerra o que, numa fase inicial, deu vantagem a essas entidades políticas em relação a outras e lhes permitiu manter a sua independência e impedir a conquista por outros reinos durante alguns séculos.

### Navegação marítima
Os povos do litoral, caso dos luvitas ou lúvios (na costa sul da Anatólia, atual Turquia) e dos fenícios (um ramo costeiro dos cananeus, na costa do Levante, nos atuais Líbano e Síria) dedicavam-se bastante à atividade marítima quer fosse através da pesca, do comércio, viagens de exploração ou da pirataria e corso. Eram conhecidos pela sua construção de navios bem apetrechados para longas viagens em alto mar. Ainda na época dos estados neo-hititas, os fenícios começaram a destacar-se nessa atividade. Os povos luvitas também se dedicavam a viagens marítimas de longo curso, mas estas são menos conhecidas do que as dos fenícios.

### Economia
A economia dos estados neo-hititas caracterizava-se pelo desenvolvimento e importância que a agricultura, a pesca, a manufatura (pré-industrial) e o comércio tinham. As populações e os seus estados já tinham uma certa economia de escala com produção de excedentes e já tinham ultrapassado o nível da simples subsistência económica.

#### Comércio
Os estados neo-hititas localizavam-se em regiões que eram percorridas por importantes rotas terrestres, marítimas e fluviais de comunicação e de comércio. Essas rotas iam do Mediterrâneo Oriental e da Anatólia para a Mesopotâmia, para o Levante e para o Egito, e do mar Negro para o mar Mediterrâneo e mar Egeu (de leste para oeste e vice-versa e de norte para sul e vice-versa). Esses estados souberam obter diversas vantagens da sua localização geográfica e foi um dos motivos para a prosperidade destes. Estes estados também forneciam diversas matérias-primas para outras regiões, por exemplo, metais e madeira, através das já mencionadas rotas comerciais.

## Povos e línguas
Embora, após a queda do Império Hitita (ou Nesita), que ocorreu cerca de 1 180 a.C., haja a denominação de neo-hititas para vários estados no sudeste da Anatólia e no norte da atual Síria, na realidade, as suas populações eram predominantemente falantes de língua luvita e não de língua hitita propriamente dita.. No entanto, também havia populações falantes de hitita, sobretudo nas regiões do extremo norte de Tabal (correspondentes ao extremo sul da Capadócia), pois o fim do Império Hitita não significou o desaparecimento do povo e da língua hitita, tendo com o passar dos séculos, dado origem a outras populações e línguas suas descendentes. É possível que os capadócios e a sua língua sejam descendentes diretos dos hititas. Em inícios do 1.º milénio a.C., o luvita ou lúvio deu origem a várias das línguas que eram faladas nesses estados que eram o ciliciano ou cilício, o cataónio, o comageno e o meliteno (estas duas últimas línguas foram substituídas pelo arménio nos séculos VII e VI a.C.).
Em algumas áreas dos estados neo-hititas do norte e do sul também se falava hurrita em situação de bilinguismo. A língua hurrita foi falada na Alta Mesopotâmia, no norte da atual Síria e Iraque, e em partes do leste da Anatólia (atual Turquia), no 1.º, 2.º e 3.º milénios a.C. e era aparentada com a língua falada no Reino de Urartu (Biainili na sua língua nativa e denominado Nairi pelos assírios), o urartiano ou urartuano. O hurrita era a língua do antigo Reino de Mitani.
A população de muitos estados neo-hititas, sobretudo no norte da atual Síria, era poliglota.
Os estados neo-hititas organizavam-se em dois grupos culturais e linguísticos, os falantes de língua luvita ou de línguas suas descendentes, situados a norte, no sudeste da Anatólia (atual Turquia), e os falantes, em situação de bilinguismo ou mesmo trilinguismo, de língua luvita, de aramaico e de fenício, situados a sul, no norte do Levante (norte da atual Síria).
Apesar de ter havido esses dois grupos de Estados, tinham semelhanças culturais, pois eram herdeiros do antigo Império Hitita e das suas características, embora também houvesse diferenças étnicas, linguísticas e culturais entre esses Estados como seria natural.

## Escrita
Os estados neo-hititas utilizavam, numa fase mais antiga da sua existência, o luvita hieroglífico e o luvita cuneiforme dando assim continuidade às escritas utilizadas no Império Hitita. O luvita hieroglífico surgiu e desenvolveu-se no 3.º milénio a.C., na Anatólia, mas não tem uma relação direta com os hieróglifos egípcios, pois parece ter sido uma criação nativa e não derivada dos egípcios. O luvita cuneiforme foi adotado a partir da 
escrita assíria cuneiforme antiga.
O luvita hieroglífico era uma escrita logográfica e fonográfica e o luvita cuneiforme era uma escrita silábica. Mais tarde, entre os séculos X e VIII a.C., a escrita alfabética de origem fenícia começou a ser mais utilizada, mas as escritas mais antigas continuaram em utilização.
Os estados neo-hititas tiveram um papel de importância nas interações culturais entre os povos do Médio Oriente antigo e os da Europa mediterrânica, mais especificamente entre os da costa do Levante (na Síria, Líbano, Israel e Palestina atuais) e os da Anatólia (atual Turquia) e da costa do mar Egeu (atual Grécia e Turquia) .
Tal foi o caso da difusão da escrita alfabética (que os gregos adotariam por contatos com os fenícios e com os estados neo-hititas).
Os suportes das escritas desses estados neo-hititas eram diversos, predominando as tabuinhas de argila, as estelas e as lápides de pedra e, mais raramente, diversos metais, tais como o ferro, o bronze, o ouro e a prata. Outros suportes de escrita, em material mais perecível, tais como tabuinhas de madeira, o pergaminho e o papiro não chegaram até à atualidade por se terem deteriorado com o tempo. Devido a isso, houve muita documentação escrita produzida nessa época que se perdeu com o tempo, pois a maioria da escrita era feita em suportes mais perecíveis tais como tabuinhas de argila, madeira, pergaminho e papiro.
Tal como anteriormente o Império Hitita, os estados neo-hititas tinham vários arquivos, onde era registada muita informação referente à sua vida quotidiana, cultural, religiosa, política, económica e militar.
Muitos vestígios de escritas neo-hititas (luvita hieroglífico e luvita cuneiforme) foram encontrados em diversas escavações arqueológicas, realizadas nas atuais Turquia e na Síria, que recuperaram algumas dezenas de milhares de tabuinhas de argila em antigos arquivos. Foi através das escritas do luvita hieroglífico, luvita cuneiforme e da escrita alfabética de origem fenícia, utilizadas nesses estados, que foi possível conhecer parte da história desses povos e dos estados dessa região do Mediterrâneo Oriental e do Médio Oriente antigo. A escrita produzida nesses estados revelou-me uma importante fonte de conhecimento histórico.
A distribuição geográfica das escritas dos estados neo-hititas abrange todo o sudeste da península da Anatólia e o norte da atual Síria.

## Ameaças externas
O maior desenvolvimento e riqueza relativos desses estados atraíram as atenções de outras entidades políticas para conquistar esses territórios ou de outros povos de regiões mais a norte ou a sul, ainda seminómadas, que faziam expedições bélicas de saque.
Na época inicial da existência dos estados neo-hititas, os kaska, um povo seminómada, foram uma ameaça relevante; habitavam as regiões do litoral sul do mar Negro, a nordeste da Anatólia, na área do sul do Cáucaso (talvez um povo antigo parente dos modernos georgianos, na área onde na Época Clássica habitavam tribos tais como a dos tibarenos e a dos calibes). Na época final da existência dos estados neo-hititas, a partir de finais do século VIII a.C. e inícios do século VII a.C., os cimérios, também seminómadas, foram um dos povos que mais ataques fez, tendo contribuído para o declínio e para o fim desses estados, a par de outros estados do centro e do oeste da Anatólia dessa época histórica, tal como foi o caso do Reino da Frígia, do célebre rei Midas (tornado figura lendária pelos gregos).
No entanto, foi o mais poderoso Império Assírio que conquistou e pôs fim à existência dos estados neo-hititas, numa série de guerras, do século IX a.C. a finais do século VIII a.C. e inícios do século VII a.C. A Batalha de Carcar (atual Tel Carcur, no norte da Síria), travada no ano de 853 a.C., foi um grande confronto militar em que os assírios, governados por Salmanaser III, infligiram uma derrota militar (pelo menos de acordo com as fontes assírias) a uma coligação de onze ou doze reis. Essa aliança foi liderada pelo rei Benadade II de Damasco, incluía o rei Acabe do Reino de Israel (do norte), e ainda incluía alguns reis dos estados neo-hititas, como foi o caso dos reinos de Kau (ou Que) e de Hamate. Geralmente, esta batalha é vista como o início do decadência e da conquista dos estados neo-hititas, assim como o início das conquistas assírias no Levante. Apesar do poderio do Império Assírio, este necessitou de várias guerras e de décadas para conquistar o sudeste da Anatólia e o norte da atual Síria em campanhas militares que foram difíceis pois muitos povoados neo-hititas eram fortificados e os seus exércitos eram eficazes, para além da resistência das populações locais.